# Atlantis II
Pour les articles homonymes, voir Atlantis.
Atlantis II (appelé Beyond Atlantis en dehors d'Europe) est un jeu vidéo d'aventure développé par Cryo Interactive et sorti en 1999. Il constitue le deuxième volet de la série Atlantis, prenant la suite d’Atlantis : Secrets d'un monde oublié (1997) et précédant Atlantis III : Le nouveau monde (2001).
L'intrigue se déroule en l'an 1054 et s'inscrit dans un univers de fiction et de légendes dans la continuité du premier opus de la série. Le joueur incarne un personnage nommé Ten et se retrouve plongé dans les croyances et les mythes de différentes civilisations du globe, plus d'un millénaire après la disparition de la civilisation atlante imaginée dans le précédent opus.
Le joueur doit résoudre des énigmes et des casse-tête pour avancer dans l'intrigue selon les codes habituels du jeu d'aventure. Il dispose d'un inventaire pour stocker des objets qui lui seront utiles ultérieurement et doit parler avec des personnages non-joueurs pour comprendre certaines de ses missions. Le système de jeu est fondé sur une interface en 3D précalculée offrant une vue à la première personne.
Atlantis II a été accueilli plutôt favorablement par la presse vidéoludique. Le jeu a surtout été applaudi pour les graphismes de ses décors, mais peu pour son intrigue souvent jugée décousue. Le jeu connaît un succès suffisant pour permettre aux équipes de Cryo Interactive de développer Atlantis III : Le nouveau monde (2001), suivi par Atlantis Evolution (2004) et The Secrets of Atlantis : L'Héritage sacré (2006).

## Trame

### Univers
Atlantis II se déroule dans un univers de fiction et de légendes dans la continuité de celui du précédent opus de la série Atlantis. Plus d'un millénaire s'est écoulé et la civilisation atlante a disparu depuis longtemps. Néanmoins, la force de lumière et sa contrepartie obscure ont subsisté, après avoir été symbolisées dans le précédent jeu de la série par l'opposition entre les divinités Sa'at et Ammu. Atlantis II se déroule en l'an 1054, année où apparaît dans le ciel la supernova du Crabe, libératrice d'une énergie capable de réveiller aussi bien une force positive, le « Clair », qu'une force négative, l'« Obscur ». Cette seconde force menace plusieurs civilisations à différents endroits du globe. Ten, un lointain descendant de Seth, ressent l'appel irrésistible d'une quête qu'il doit mener pour faire triompher le « Clair » sur l'« Obscur ».

### Scénario

#### Tibet
Le jeu démarre au Tibet dans un paysage enneigé et nocturne. Ten arrive à proximité d'un ancien vaisseau atlante habité par un mystérieux chaman. Le joueur a peu d'indices pour comprendre la situation dans laquelle il évolue. Ten se déclare amnésique et ne sait pas pourquoi il se trouve à cet endroit. Le chaman se présente comme le « gardien du Cristal » et explique à Ten qu'il est quant à lui le « porteur du Clair ». Il lui explique également de manière énigmatique l'opposition entre « Clair » et « Obscur ». Le jeune homme devra se rendre dans trois lieux différents agités par cette force obscure qu'il devra repousser. Après quoi, grâce au cristal que le chaman lui remet, Ten pourra se rendre à Shambhala, lieu mythologique de calme et de paix. La porte vers Shambhala se trouve derrière un mandala magique situé dans le vaisseau du chaman. Le mandala doit être reconstitué en y rassemblant six pierres. Trois d'entre elles sont déjà présentes dans le vaisseau atlante et permettent de se rendre dans chacun des trois lieux perturbés par l'« Obscur » (Yucatán, Irlande et Chine). Dans chaque lieu visité, Ten devra récupérer une pierre complémentaire pour obtenir les six pierres du mandala. La porte vers Shambhala ne pourra par ailleurs être ouverte qu'à condition que Ten remplisse le cristal que le chaman lui a remis en y capturant plusieurs « voyages ».

#### Yucatán
En se téléportant au Yucatán, Ten s'incarne en homme aztèque du nom de Tepec. Ici, l'« Obscur » se manifeste par la prédominance de la divinité agressive du Jaguar, Tezcatlipoca, sur la divinité clémente du Serpent à plumes, Quetzalcóatl. Ce dernier, endormi, n'est plus en mesure de défendre la cité contre l'invasion imminente d'une cité voisine. Une prêtresse pratique en vain des saignées sur le roi pour offrir son sang à Quetzalcoatl et faire ainsi revenir le « chulel », la force vitale de Quetzalcoatl dont la cité a besoin pour se défendre. Il faut agir vite : en l'absence d'évolution, le roi et sa fille seront sacrifiés à Tezcatlipoca le lendemain à l'aube. La prêtresse envoie Ten à Xibalba, le domaine des dieux aztèques et de l'après-vie, pour réveiller Quetzalcoatl et récupérer son chulel. Sur place, Ten rencontre le dieu Chauve-souris qui lui permet de se rendre en pirogue sur l'île centrale de Xibalba, dont la végétation est luxuriante. Après plusieurs épreuves et énigmes à résoudre, impliquant notamment la compréhension des mathématiques précolombiennes, Ten parvient à entrer en contact avec Tezcatlipoca puis à réveiller Quetzalcoatl et à lui parler. Le Serpent à plumes lui donne son chulel en faisant couler son propre sang dans un vase. Une fois ramené dans le monde des vivants, le contenu du vase permet au roi de retrouver sa force vitale et d'être en mesure de protéger sa cité. Un messager vient alors annoncer que l'armée adverse a finalement décidé de faire demi-tour car la protection de la cité grâce au chulel a rendu malade le roi de la cité voisine, qui n'est plus en mesure de combattre. La paix est de retour grâce à Ten qui se voit remettre par la prêtresse l'une des six pierres à placer dans le mandala du chaman au Tibet.

#### Irlande
En se téléportant en Irlande, Ten s'incarne en moine du nom de Félim, qui exerce une activité de scribe et d'enlumineur. Le monastère est situé sur une lande au bord de l'eau. L'« Obscur » se manifeste sous deux formes : d'une part la folie d'un autre moine, Finbar, qui a perdu la parole et regarde fixement le ciel, d'autre part la perturbation d'un mythe fondateur de la mythologie celtique dépeint dans les enluminures d'un manuscrit. Ten se rend dans l'univers de ce mythe celtique en plongeant dans le manuscrit qui se trouve sur le pupitre de Félim. Ici se trouvent plusieurs personnages : l'artisan Dian Cecht et sa fille Airmid, le roi Nuada et le cyclope Bres. Ten apprend que le roi Nuada a perdu son épée ainsi que sa main de fer pour combattre Bres. Astucieux, Ten dessine une épée sur les enluminures du manuscrit et parvient ainsi à redonner à Nuada une partie de ce qui lui manque. Il doit en revanche mener une quête plus complexe pour récupérer la main de fer et libérer la fille de Dian Cecht, Airmid, qui a été transformée en statue. Pour cela, dans les environs du monastère, Ten entre en communication avec le roi Ailil, décédé depuis plusieurs siècles, après avoir reconstitué son crâne dans un tertre funéraire. Ailil demande à Ten d'apaiser le courroux de la déesse Aine, car c'est elle qui a pétrifié Airmid. Ten fait apparaître la déesse dans le monastère et parvient avec succès à lui demander de mettre un terme au sort d'Airmid. Le jeune homme se rend également sur une petite île sordide habitée par un poète fou du nom de Fintan. Grâce aux indications de ce dernier, Ten parvient à récupérer au fond d'un puits la main de fer du roi Nuada et la rend à son propriétaire en revenant dans l'univers du manuscrit. Nuada peut ainsi terrasser le cyclope Bres : la paix et la joie reviennent dans le monde de la légende celtique. Le monastère est ainsi libéré de l'« Obscur » et un feu de joie est organisé au cours duquel Ten se voit remettre l'une des six pierres à placer dans le mandala du chaman au Tibet.

#### Chine
En se téléportant en Chine impériale, Ten s'incarne en fonctionnaire du nom de Wei Yulan, envoyé dans un monastère de province. Ici, « l'Obscur » se manifeste sous la forme d'une ombre située à l'entrée du monastère, empêchant les moines de sortir pour puiser de l'eau au-dehors. Pour vaincre cette ombre, Ten doit demander l'aide de Tan Yun, un magicien que l'on dit immortel et qui résiderait dans un endroit caché du monastère depuis 370 ans. Ten parvient à entrer dans une pièce cachée grâce aux indications du Maître des Directions, Wu Tao-Shih, puis à se miniaturiser pour entrer dans un petit monde parallèle contenu dans cette pièce. Après avoir résolu une succession d'énigmes, Ten rejoint la demeure de Tan Yun. Celui-ci accepte de l'aider, mais Ten doit d'abord récupérer un champignon d'immortalité aux enfers, car Tan Yun n'est pas encore un véritable immortel. Les enfers se révèlent être un labyrinthe peuplé d'agents administratifs à têtes d'animaux, où il est possible de marcher au sol comme au plafond. Lorsque Ten ramène à Tan Yun le champignon d'immortalité qu'il lui avait demandé, le magicien lui remet une lampe magique contenant un serpent de lumière, permettant de vaincre l'ombre à l'entrée du monastère. Une fois le monastère libéré, Ten se voit remettre l'une des six pierres à placer dans le mandala du chaman au Tibet.

#### Shambhala
Lorsque les trois quêtes sont réalisées et que les six pierres ont été placées sur le mandala du chaman, Ten doit encore remplir le cristal que le chaman lui a remis au début de l'aventure en y capturant plusieurs « voyages ». Sur ce cristal sont gravées des lignes qui correspondent, dans chaque univers déjà visité (Tibet, Yucatán, Irlande, Chine), aux contours d'un endroit du décor. Ten doit dès lors revisiter chaque lieu en recherchant dans les décors l'endroit qui correspond aux lignes tracées sur son cristal. Lorsque chaque endroit est découvert, Ten réalise un voyage céleste qui le conduit progressivement vers la Lune, la ceinture d'astéroïdes puis hors du système solaire. Lorsque tous les voyages ont été réalisés et capturés dans le cristal, ce dernier permet à Ten de traverser le mandala du chaman et d'entrer dans Shambhala. Il y découvre la reine Rhéa, qui s'était réfugiée dans ce havre de paix au cours du précédent opus de la série. Rhéa explique à Ten que l'Atlantide est désormais engloutie mais qu'il y règne de nouveau un monstre, dernier « Obscur » que doit vaincre le porteur du « Clair ». Ten est téléporté sous les mers dans la cité engloutie de l'Atlantide et combat dans les ruines la boule noire tentaculaire du Savoir Caché que Seth était parvenu à capturer dans le précédent opus de la série. Lorsque le combat est gagné, Ten effectue un dernier voyage céleste qui l'amène finalement aux sources de la vie. Dans la cinématique de fin, Ten se réincarne dans la peau du premier homme vivant dans un monde paradisiaque. Une courte cinématique, visible après le générique de fin, montre que cet endroit est néanmoins déjà gangrené par les sources du mal avec la présence de dangereux prédateurs.

### Personnages

#### Personnages principaux
- Ten, vraisemblablement tibétain, lointain descendant de Seth et probablement d'Anna, « porteur du Clair » (VF : Pierre-Alain de Garrigues)
- Le « gardien du Cristal », vraisemblablement tibétain, un mystérieux chaman qui comme Ten descend apparemment d'une lignée issue d'Atlantis
- Tepec, guerrier aztèque de la cité du Yucatán, en lequel Ten s'incarne sur place (VF : Pierre-Alain de Garrigues)
- Frère Félim, moine scribe et enlumineur du monastère d'Irlande, en lequel Ten s'incarne sur place (VF : Pierre-Alain de Garrigues)
- Weï Yulan, fonctionnaire du gouvernement de la Chine impériale qui vient de Fangyi où il a eu l'honneur de rassembler les archives impériales envoyé à la sous-préfecture de Lyiang pour se charger du registre civil et de passage dans le monastère de province, en lequel Ten s'incarne sur place (VF : Pierre-Alain de Garrigues)

#### Personnages secondaires

##### Yucatán
- Le Roi de la cité
- La Princesse, fille du Roi de la cité
- Le Prince, frère du Roi de la cité
- Le Grand prêtre de Tezcatlipoca, le dieu Jaguar
- La Grande prêtresse de Quetzalcoatl, le dieu Serpent à plumes
- Le Conseiller du Roi
- Les gardes de la pyramide des mathématiques précolombiennes
- Les joueurs du jeu de balle
- Les spectateurs du jeu de balle
- Xul, Roi de la Cité ennemie de Calco

###### Xibalba
- Tezcatlipoca, le dieu Jaguar
- Quetzalcoatl, le dieu Serpent à plumes
- Le dieu Chauve-souris
- Chac, le dieu Grenouille
- La mère araignée
- Les filles araignées

##### Irlande
- Frère Liam, l'abbé du monastère
- Frère Finbar, moine qui a perdu la parole et regarde fixement le ciel

###### Mythe celtique
- Dian Cecht, artisan des dieux
- Airmid, fille de Dian Cecht
- Nuada, roi des dieux et des Tuatha Dé Danann
- Bres, cyclope combattu par Nuada
- Ailill, roi d'Irlande décédé depuis plusieurs siècles
- Fintan, le poète changé en merle de l'Île des Morts
- Aine, déesse de l'amour et la fertilité
- Le cheval de pierre

##### Chine
- Wu Tao-Shih, le Maître des Directions du monastère
- Maître Lo, Abbé du monastère de la Demeure du Dépôt Pourpre
- Sung, un moine Tao-Shih du monastère effrayé par l'Ombre
- Chen, un moine Tao-Shih du monastère qui récite les anciens maîtres
- L'ombre démoniaque du monastère

###### Île des Immortels, Sentier magique du Monde parallèle miniature
- Tan Yun, magicien exorciste devenu immortel
- Les cinq artisans miniatures
- Les automates du dragon à vapeur
- Les fonctionnaires à tête d'animaux des Enfers
- La femme-renard dans les Enfers

##### Shambhala
- Rhéa, Reine d'Atlantis vue dans Atlantis : Secrets d'un monde oublié

##### Atlantis
- Le Savoir Caché, boule noire tentaculaire à forme de poulpe autrefois caché dans une tête métallique, personnification de « l'Obscur » et de Sa'at vu dans Atlantis : Secrets d'un monde oublié

##### Planète paradisiaque des sources de la vie
- La première femme, une femme nue, blonde et enceinte, apparemment de Ten devenu le premier homme de ce monde après son voyage céleste aux sources de la vie à la suite de la fusion du « Clair » et de « l'Obscur »

## Système de jeu
Atlantis II, comme les autres jeux de la série originale, est un jeu d'aventure et d'énigmes. Le joueur peut effectuer des rotations dans toutes les directions pour visualiser le monde qui l'entoure et se déplace de points d'observation en points d'observation dans le décor. La progression dans le jeu est ponctuée par des énigmes et des animations.
Comme son prédécesseur, le jeu emploie plusieurs technologies propriétaires développées par Cryo et déjà employées dans Atlantis : Secrets d'un monde oublié. Le moteur graphique OMNI 3D permet une vision panoramique de l'environnement, et la technologie OMNI SYNC permet la synchronisation des lèvres des personnages avec leur discours. D'après un article du magazine Joystick paru en 1999, le moteur graphique du jeu a été réécrit entre le premier et le second jeu de la série de manière à mieux gérer l'affichage des décors et l'animation des visages.

## Développement

### Équipe de développement
Seuls les postes principaux sont indiqués ici.
- Présenté par : Jean-Martial Lefranc, Philippe Ulrich, Rémi Herbulot
- Directeur de production : Éric Mallet
- Chef de projet : Stéphane Ressot
- Direction artistique : Claudine Roussard, Olivier Train
- Basé sur une idée originale de : Rémi Herbulot
- Scénario, script et dialogues : Johan K. Robson
- Designs graphiques : Thomas Boulard
- Assistants designs graphiques : Angel Bautista, Thierry Dunter
- Storyboard : Nicolas Hess
- Directeurs des équipes de réalisation des images de synthèse : 
  - Première équipe : Claudine Roussard, Olivier Train
  - Seconde équipe : Nicolas Bonvalet
- Programmation dirigée par : Éric Safar
- Musique : Pierre Estève
- Studio musique : Shooting Star
- Bruitages : Frédéric Devanlay
- Studio bruitages : Big Wheels
- Ingénieurs du son Cryo : Jean-Baptiste Merlan, Alexandra Horodecki
- Studios d'enregistrement des voix françaises : Talk Over, Scott Production
- Versions internationales : Frédérique Faucher

### Création du jeu
L'équipe de développement d'Atlantis II se compose des mêmes membres principaux que celle responsable d'Atlantis : Secrets d'un monde oublié. Rémi Herbulot est chargé de la conception du jeu et Johan Robson est scénariste. « Nous avons démarré le projet vers la fin de l'année 1997, quelques mois après la publication du premier jeu » explique Rémi Herbulot dans une interview menée en 1999 par Daniel Ichbiah pour l'ouvrage Atlantis II : Le Guide officiel.
Au sujet du scénario, Johan Robson explique : « Il était évident qu'il fallait conserver une influence « atlante » dans le jeu, mais nous voulions nous libérer de cette civilisation, l'utiliser comme point de départ vers autre chose. Ainsi donc, ce qui se passe en Irlande est tiré de la mythologie propre à cette contrée. De même, pour ce qui se passe au Yucatan, j'ai puisé dans la civilisation toltèque. J'ai commencé à lire ce qui existait sur la mythologie de ce peuple, dont l'histoire est liée à celle des Mayas ». L'idée de relier ces éléments à la supernova du Crabe provient de Rémi Herbulot : « Il y a effectivement eu une supernova qui a explosé en 1054 et dont on trouve la trace dans certains écrits chinois. C'était une étoile visible de façon nette en plein jour. Les restes de cette supernova sont encore visibles sous la forme de ce qu'on appelle la nébuleuse du Crabe » explique-t-il en 1999.
Tout comme le premier opus, Atlantis II se caractérise par ses références à des univers mythologiques variés. « Toutes les légendes auxquelles il est fait référence dans le jeu sont de vraies légendes, sauf peut-être pour la Chine où nous ne faisons pas référence à une légende particulière » explique Johan Robson. « En revanche, la légende du roi Nuada en Irlande existe bel et bien, tout comme celle des monstres Fomorach. »
Malgré l'aspect parfois décousu du scénario du jeu, chaque séquence a son sens. « Le principe sur lequel repose l'épisode en Irlande, c'est que l'ombre maléfique a altéré la mythologie irlandaise. Or, lorsqu'on altère la mythologie, on altère l'âme d'un peuple : soudainement, les ancêtres ne sont plus les vainqueurs et cela bouscule tout. Voilà pourquoi le héros d'Atlantis II doit réparer l'affaire. L'approche est poétique » explique Johan Robson. « Dans le Yucatan, le thème est similaire, mais avec une nuance. Après tout, la civilisation toltèque n'en a plus pour longtemps. Les Espagnols vont arriver quelques siècles plus tard et anéantir ce peuple. Par conséquent, le joueur a beau chercher la force vitale à Xibalba, il ne pourra pas empêcher leur élimination et donc c'est un peu plus triste. Dans la Chine, l'approche est plus drôle, certains personnages sont truculents, comme l'immortel qui agit de façon théâtrale (...). D'après les lectures que j'ai pu faire autour des légendes chinoises, l'enfer est perçu comme très bureaucratique. J'imagine que la raison en est que l'empire chinois a toujours été extrêmement organisé. C'est un pays hyper structuré avec un fonctionnariat omniprésent, très bien installé. (...) Il était donc logique que les Chinois imaginent un enfer bourré de fonctionnaires. J'ai trouvé cette idée suffisamment truculente pour me dire qu'il serait bien d'envoyer le joueur dans un endroit où il doit en découdre avec les fonctionnaires. Quant aux animaux, c'est quelque chose de très chinois. Beaucoup de leurs démons ont des têtes de bêtes. L'idée du labyrinthe dans lequel il serait impossible de distinguer le sol du plafond a été inspirée par le graphiste Escher. Nous voulions traduire en termes de jeu vidéo cette notion de tricherie dimensionnelle ».

## Musique
La bande originale, dont les sonorités sont proches de la musique du premier volet, a été composée par Pierre Estève. La bande originale du jeu a été publiée par Shooting Star en 1998 sous la forme d'un double album. Les deux CD sont pourvus de pistes CD-ROM proposant des bonus, images, sons, making of, etc.

## Accueil

### Éloges
Atlantis II a été accueilli plutôt favorablement à sa sortie malgré certains reproches. Les graphismes font l'unanimité parmi les testeurs de l'époque. Jeuxvideo.com évoque une « qualité graphique remarquable », Gen4 parle de « paysages somptueux » et Adventure Gamers applaudit d'« excellents graphismes ».
Les efforts de Cryo pour synchroniser la bouche des personnages avec leurs paroles sont également appréciés. « L'effet est très bien rendu, on ne peut que rester admiratif devant ces faciès plus vrais que nature... c'est du grand art ! » peut-on lire sur Jeuxvideo.com. Pour Adventure Gamers, « les visages des personnages sont si réalistes qu'on croirait presque de véritables personnes ». Joystick confirme : « Tous les participants possèdent un visage qui, en gros plan, est hyperréaliste. Le résultat de cette modélisation, assez fabuleuse, atteint son comble lors des séquences d'animation. Le cheval est excellent à cet égard. On n'a jamais vu un équidé animé de cette manière, tout en souplesse. Toutes les animations offrent un rendu impeccable ».
Gen4 considère plus généralement que le jeu possède un « univers poétique », une « ambiance générale très mystérieuse » et un moteur de jeu « d'une fluidité impressionnante » relevant de la « prouesse technique ». L'auteur apprécie notamment les cinématiques précalculées entre chaque déplacement : « Le paysage défile quand on bouge, si bien que lorsqu'on sort d'un temple, on ne passe pas d'une vue intérieure à une vue extérieure sans transition ».
Les testeurs de Gen4 et Joystick font l'éloge de la non-linéarité du scénario, cet élément étant considéré comme une amélioration face au précédent opus. « On avait reproché à l'un sa linéarité, l'autre y répond en cassant le cours de l'aventure par la possibilité de voyager d'un lieu à l'autre sans être obligé d'en finir les puzzles. Les petits gars de Cryo ont voulu vous faciliter la vie, et ils n'ont pas eu tort d'ajouter ces commodités » affirme Joystick.
La bande son fait débat. Elle est appréciée par Jeuxvideo.com : « On est bercé continuellement par des sons, des musiques, des bruitages parfois angoissants, parfois reposants, toujours prenants ». À l'inverse, Gen4 évoque un environnement musical « correct, sans plus » et Adventure Gamers signale que « les mêmes thèmes sont répétés ad nauseam » dans chaque lieu du jeu.

### Critiques
Jeuxvideo.com publie un article assez négatif malgré une bonne note globale due à la qualité des graphismes. Le testeur évoque un jeu « loin d'être exempt de tout reproche », en particulier à cause d'un scénario « torturé comme c'est pas permis », « parfois confus », ayant tendance à tomber dans des « délires fantasmatiques ». Joystick confirme pour sa part que sur le plan scénaristique, « le melting pot mythologique fait fouillis ».
Les énigmes, casse-têtes et puzzles sont diversement appréciés. « Les énigmes se défendent bien » estime Joystick, qui considère que celles-ci « offrent une montée en puissance progressive, sans devenir trop difficiles ». Jeuxvideo.com estime pour sa part que « Les énigmes offrent quand même pas mal du fil à retordre ». Aux Etats-Unis, IGN publie une critique sévère, considérant que « Beyond Atlantis est juste une suite d'énigmes et de conversations dénuées de sens ».
Jeuxvideo.com déplore également une « jouabilité limitée », pénalisée par des « temps de chargements poussifs » sur les machines de l'époque. Plus généralement, le testeur considère que malgré ses graphismes réussis, le jeu « manque de rythme et traîne en longueur ».
Plusieurs testeurs font part de leur préférence pour d'autres jeux sortis à la même époque. « On doit confronter Atlantis II à la concurrence de L'Amerzone, de Riven, de Faust ou même du vieux Myst, contre qui il peine à faire surface » affirme Jeuxvideo.com. Joystick confirme qu'« on est loin d'un Myst » et Gen4 reconnaît que le jeu Dracula dispose d'un meilleur moteur de jeu.
Joystick considère enfin que le jeu est surtout en mesure de plaire aux joueurs du premier opus, mais que les autres « risquent de rester sur le bas-côté ».

## Postérité
À sa sortie en 1999, l'édition standard du jeu se vend au prix de 350 francs (environ 50 euros) dans une boîte comportant 4 CD-ROM. En plus de l'édition standard, une édition limitée est réalisée sous la forme d'une boîte plus grande, comprenant un guide spécial écrit par Daniel Ichbiah indiquant la solution complète du jeu. En 2004, après la disparition de Cryo, The Adventure Company, une branche de DreamCatcher Interactive, commercialise de nouveau les trois jeux de la franchise Atlantis et en édite deux autres. En 2008, Microïds rachète les droits sur l'ensemble du catalogue Cryo et commercialise de nouveau les jeux de la série Atlantis.
En 2002, le site Adventure Gamers évoque avec quelques années de recul le fait que de nombreux joueurs ont découvert Atlantis II en y jouant sur l'ordinateur familial sous l'œil de leurs parents, et que ceux-ci se sont parfois pris au jeu en participant aux recherches de leur enfant. Atlantis II vient ainsi s'inscrire dans la lignée des jeux d'aventure « familiaux » de Cryo Interactive et s'approche du style « éducatif » caractérisant plusieurs jeux du développeur à cette époque.